# Шахід Алі Хан (хокеїст на траві)
Шахід Алі Хан (26 грудня 1964) — пакистанський хокеїст на траві.
Олімпійський чемпіон 1984 року, бронзовий призер 1992 року.